# 루이스 (가수)
루이스(Louis, 본명: 임상훈, 1978년 12월 17일 ~ )는 1998년 데뷔한 대한민국의 가수이다. 1998년 정규 음반 《Possibility》로 데뷔하였으며, 2000년 두 번째 정규 음반 《天才少年》을 발매하였다. 이후 앨컴(Alchem)과 함께 프로젝트 그룹 싸이코포닉(Psychophonic)을 결성하여 2001년 《Psychophonic》을 발매하였고, 이듬해에는 2인조 그룹 춘부라더쓰를 프로듀싱하였다.

## 생애

### 데뷔 이전
루이스는 1978년 12월 17일 캐나다 서스캐처원주 새스커툰에서 태어나 유년기를 보내다가, 대한민국으로 와 서울특별시 강남구의 서울압구정초등학교를 졸업하였다. 아홉 살의 나이에 피아노를 독학으로 익혔고, 중학교 1학년이던 해에는 작곡을 시작하였다. 그는 압구정중학교를 다니던 도중 3학년을 다 마치지 않고 캐나다로 유학을 가, 고향인 새스커툰에 있는 월터 머레이 컬리지엣(Walter Murray Collegiate)으로 편입하여 음악을 공부하였다.
이후 미국 뉴저지주 버건 군 테너플라이에 있는 테너플라이 고등학교(Tenafly High School)에 진학하였고, ‘Dead End’라는 록 그룹을 결성하여 1994년과 1995년 두 번 지역 음악 경연 대회에 나가기도 하였다. 그러나 졸업하지 못하고 대한민국으로 귀국하였으며, 서울특별시 용산구 용산동2가에 있는 한국기독교100주년기념외국인학교에 진학한 뒤 수료할 때까지 미발표 자작곡을 만들었다. 검정고시로 고등학교 졸업학력을 땄으며, 다시 미국으로 돌아가 텍사스주에 있는 텍사스 컬리지(Texas College)에 재학하였다.

### 1998-99: 데뷔와 중국 활동
1998년 초 루이스는 서영은의 데뷔 음반 수록곡 〈여운〉의 작곡을 맡아 작곡가로 데뷔하였다. 1998년 3월 31일 첫 번째 정규 음반 《Possibility》가 발매되었다. 이 음반에는 김준선이 작곡자로 참여하였다. 2번 트랙 〈20〉은 루이스가 작사 및 작곡을 맡고 우상문이 편곡한 자전적인 가사의 록 발라드 곡으로, 피아노와 기타에 서재형과 김재만이 참여하였다. 8번 트랙 〈루이스의 사랑〉은 김준선이 작사와 작곡을 맡고 우상문과 김준선이 편곡한 록 댄스 곡으로, N.EX.T의 김세황이 기타를 담당하였다.
이후 루이스는 대한민국과 중국을 오가며 활동하였다. 1998년 6월 25일 중국 랴오닝성 선양시로 출국하여 6월 말 콘서트를 진행하였다. 11월에는 중국에서 신곡 〈啦啦啦(等着你)→랄랄라(널 기다리며)〉를 타이틀 곡으로 하는 음반을 발매하였는데, 루이스가 작사와 작곡을 한 이 노래는 남녀 사이의 슬픈 사랑을 표현한 곡이다.
1999년에는 중국에서 〈Yao, yao !! (搖搖)〉라는 댄스 음악 곡을 공개하였다. 이 곡은 스티비 원더의 〈Sir Duke〉 일부분을 전주에 응용하였다. 같은 해 여름에는 대한민국에서 신곡 〈중화반점〉을 공개하였다. 이 곡은 중국풍 멜로디와 한국풍 트로트 리듬이 재치 있는 가사와 함께 섞인 것이 특징이다. 인트로는 노브레인과 위퍼(Weeper)의 합작 음반 《OUR NATION 2》의 9번 트랙 〈무제〉로부터 모티브를 얻었다.

### 2000-05:天才少年, 프로듀서와 그룹 활동
2000년 5월 18일 두 번째 정규 음반 《天才少年》이 발매되었다. 루이스 자신이 프로듀싱한 이 음반은 원래 1999년 8월 중순에 발매될 계획이었다. 타이틀 곡 〈Angelina〉(엔젤리나)는 루이스가 작곡한 칸소네 풍의 록 발라드 곡이다. 6번 트랙 〈중화반점〉은 1999년 여름에 공개되었던 곡을 실은 것이다.
2000년 6월 루이스는 공동 프로듀서 앨컴(Alchem), 매니저 이지노와 함께 실험적인 인디 음악을 추구하는 실험독립만세(實驗獨立萬歲)라는 단체를 창단하고, 그와 동시에 앨컴과 함께 싸이코포닉(Psychophonic)이라는 2인조 그룹을 결성하였다. 싸이코포닉은 2001년 4월 17일 첫 번째 정규 음반 《Psychophonic》을 발매하였다. 타이틀 곡 〈사(死)〉는 죽음을 기다리는 사람의 감정을 나타낸 곡으로, 우순실의 창과 그것이 알고 싶다에서 방영된 자살 육성이 샘플링되어 있다. 3번 트랙 〈헤어지는 친구에게〉는 원래 입대를 앞둔 친구를 위하여 썼던 곡으로, 국악 타악기 소리를 샘플링하여 굿거리 장단을 구현하였고, 직접 분 대금 소리를 샘플링하여 대금을 연주하는 것처럼 만들었다. 4번 트랙 〈성난 개구리가 길에서 만난 수레를 받다〉와 6번 트랙 〈고스톱 랩소디〉는 2001년 영화 《7인의 추억》에 삽입되었다. 5번 트랙 〈중화반점 - 완존 사기 라이부 버전〉은 루이스의 두 번째 정규 음반에 실린 〈중화반점〉에 박수와 함성 소리, 호니 플레이(Horny Play)의 관악기 소리 등을 더하여 재편곡한 곡이다. 7번 트랙 〈추억 속에서〉는 자신의 추억에 남아 있는 상대의 모습을 기억하겠다는 내용으로, 뉴에이지 테크노 장르의 웅장한 곡이다. 9번 트랙 〈이동(移東)〉은 시베리아의 기마민족이 남동쪽으로 이동하여 한반도에 정착하였다는 학설을 형상화한 연주곡으로, 말발굽 소리, 눈 밟는 소리 등이 샘플링되었다. 12번 트랙 〈이상무〉는 음반의 의도에 관한 곡으로, 전동식 연필깎이와 라디오의 소리가 샘플링되었다.
2001년 여름 루이스는 실험독립만세의 이름으로 일본군 ‘위안부’ 피해자를 위한 헌정 음반인 《Tribute to 위안부 할머니》를 발매하고, 나아가 일본군 ‘위안부’ 문제에 대한 관심을 환기하기 위하여 8월 13일에 헌정 공연 “할머니 힘내세요, 우리가 있잖아요!”를 개최하였다. 루이스는 1999년, 일본군 ‘위안부’ 피해자인 강덕경(姜德景)이 그린 《빼앗긴 순정》을 보고 충격을 받아, 한국 문화와 역사를 공부하고, 일본군 ‘위안부’에 관하여 다양한 자료를 찾기 시작하였다. 한국정신대문제대책협의회에서는 음반의 기획 취지에 맞게 문필기(文必琪)를 추천하여, 문필기는 타이틀 곡 〈빼앗긴 순정〉의 가창에 참여하였다. 이 곡은 ‘난 아파요. 난 울었죠. 난 버렸죠. 날 가뒀죠.’ 등의 가사가 반복되는 곡으로, 《빼앗긴 순정》을 주제로 한다. 2번 트랙 〈증언〉은 일본군 ‘위안부’ 피해자의 경험을 권희덕의 나레이션으로 옮긴 곡이다. 3번 트랙 〈조용한 아침의 나라〉는 동명의 시를 주제로 한 곡으로, 우순실이 가창하였으며, 〈눈물젖은 두만강〉의 전주를 샘플링하였다. 4번 트랙 〈끌려감〉은 일본군 ‘위안부’ 피해자인 김순덕의 동명의 그림을 주제로 한 곡이며, 5번 트랙 〈엄마의 일기를 펴고...〉는 루이스의 기존 음반에 실린 것을 그대로 가져왔다. 그 밖에 7번 트랙으로 〈아리랑〉이, 10번 트랙으로 편곡된 〈애국가〉가 실려 있다.
2001년 10월, 루이스는 두 명의 청년 맹춘식(본명: 최창국)과 맹춘삼(본명: 김준호)이 ‘춘부라더쓰’라는 이름으로 〈중화반점〉을 립싱크하여 올린 엽기 흑백 동영상을 우연히 보았다. 둘은 서울신명초등학교와 신명중학교 동창으로, 2001년에 고등학교를 졸업한 후 서로 다른 식당에서 일하다가 만나 친해진 뒤, 맹춘삼의 화상 카메라를 이용하여 사각팬티만 입은 차림으로 ‘뽀뽀뽀’, ‘짤랑짤랑’, ‘곰 세 마리’, ‘국민체조’ 등의 영상을 찍어 올렸었다. 루이스는 이들을 만난 뒤 자신이 기획하던 한일월드컵 음반을 함께 작업하기로 하였으며, 곧이어 춘부라더쓰는 루이스가 세운 LIM 엔터테인먼트에 소속되었다. 루이스는 총 13곡이 수록된 《춘부라더쓰 월드컵쏭》이라는 음반을 프로듀싱하였으며, 춘부라더쓰는 2002년 2월부터 트럭을 타고 월드컵 응원가를 부르며 거리 공연을 진행하면서 성금을 모아 고아원에 축구공을 보내는 캠페인을 하였다. 이들은 ‘명랑’ 엽기가수로 인기를 끌었으나, 군 복무로 활동을 중단하였다.

### 2006-현재: 일반인으로의 삶
2006년경 서울 홍대에서 ‘FF’라는 클럽을 경영하였다고 알려져 있다. 2013년 8월 30일 첫 번째 디지털 싱글 〈건배〉를 시작으로 몇 차례 디지털 싱글을 발표하였으며, 신인 가수 김도형, 호구, 임상헌 등의 프로듀싱을 맡았다. 한편 루이스의 음반에 자주 참여한 작곡가 전영진은 우송정보대학 글로벌실용예술학부 전임교수로 재직 중이다.

## 음반 목록

### 정규 음반
| 순서 | 정보                                      | 트랙 리스트 |
| ---- | ----------------------------------------- | --- |
| 1    | 《Possibility》 - 발매일: 1998년 3월 31일 | 1. 226 (INTRO) 2. 20 3. 엄마의 일기를 펴고 4. 댓가 PART1 5. 댓가 PART2 6. 다시 내게 7. 날개 8. 루이스의 사랑 9. 오늘 하루쯤 10. 부탁해 11. 엄마의 일기를 펴고 (Piano Version)             |
| 2    | 《天才少年》 - 발매일: 2000년 5월 18일    | 1. Angelina 2. 밤의 왕자 3. 다시 내게 돌아와 4. 랄랄라 (널 기다리며) 5. 엄마의 일기를 펴고 6. 중화반점 7. Yao, Yao!! 8. 自虐 9. 스물 (20) 10. 等着你 11. 中华一家 12. 랄랄라 (‘千年’-Mix) |

### 디지털 싱글
| 순서 | 정보                                                    | 트랙 리스트                         |
| ---- | ------------------------------------------------------- | ----------------------------------- |
| 1    | 〈건배〉 - 발매일: 2013년 8월 30일                      | 1. 건배 2. 건배 (Inst.)             |
| 2    | 〈오대산 연가〉 (with 임춘수) - 발매일: 2019년 1월 21일 | 1. 오대산연가 2. 오대산연가 (Inst.) |
| 3    | 〈승미에게〉 - 발매일: 2019년 11월 4일                  | 1. 승미에게 2. 승미에게 (Inst.)     |

## 음반 외 활동

### 공연
- 1998년 6월 - 콘서트 (중국 선양)
- 2001년 8월 13일 - “할머니 힘내세요, 우리가 있잖아요!” (서울 연강홀)

### 방송
- 1998년 10월 3일 - SBS 《서세원의 좋은 세상 만들기》[37]

## 가족 관계
가족으로 아버지, 어머니, 누나, 남동생이 있다. 누나는 대학교에서 첼로를 전공하였고, 남동생은 중국에서 유학한 경력이 있다.
루이스의 아버지 임춘수는 1·4 후퇴 때 함경남도 함흥시에서 서울로 피난하였다. 1966년 보성고등학교를 졸업하고 1973년 동국대학교 경제학과를 졸업하였으며, 1976년 캐나다 서스캐처원 주립대학 경영대학원을 졸업한 뒤 삼 년 간 프라이스워터하우스 캐나다에 재직하였다. 1980년에 춘수물산과 한양잉크(당시 한양화학공업)를 설립하였다. 2019년 1월 21일에 루이스와 함께 부른 발라드 〈오대산 연가〉를 발매하였다.
루이스의 어머니 임인옥은 연세대학교 생화학과를 졸업한 뒤 1983년부터 약 삼 년 동안 여성의전화에서 상담원과 교육부장으로 근무하였고, 1989년에는 여성신문 교육문화원의 초대 원장을 맡았으며, 이후 여성신문의 이사직을 맡고 있다. 2010년에는 연세대학교 여자총동창회장에 취임하였다.

## 같이 보기
- 중화반점